# Републикански път I-1
Републикански път I-1 е първокласен път от Републиканската пътна мрежа на България. Той е най-западният от първокласните пътища с общо направление север-юг и свързва град Видин с граничния пункт ГКПП Кулата - Промахон, преминавайки през София. Общата му дължина е 453,8 km, като пътят е прекъснат от изградения участък на Автомагистрала „Струма“, която в бъдеще трябва да го замени в южната част от трасето му. Път I-1 е вторият по дължина републикански път в България след Републикански път I-6. По цялото си протежение пътят е част от Европейски път Е79 Орадея – Крайова – Видин – София – Солун.

## Географско описание
В началната си точка при Видин Републикански път I-1 е свързан с пътната мрежа на Румъния чрез моста Видин-Калафат. Заобикаля от север, запад и югозапад град Видин и продължава на юг през Западната Дунавска равнина. Заобикаля от изток град Дунавци, минава през град Димово и завива на югоизток като следи границата между Западната Дунавска равнина и Предбалкана. Заобикаля от север град Монтана, заобикаля Враца, след което достига до град Мездра, където пресича река Искър, завива на юг и навлиза в Предбалкана. В този си участък от него се отделят второкласните пътища II-12 (за Брегово), II-14 (за ГКПП Връшка чука), II-11 (за Никопол), II-13 (за Долни Дъбник) и II-15 (за Оряхово), а при Монтана го пресича II-81 (от София за Лом).
От Мездра Републикански път I-1 пресича Предбалкана чрез седловина между планините Ржана и Гола глава, спуска се в Ботевградската котловина, минава западно от Ботевград и се изкачва в Стара планина през прохода Витиня (965 м). При село Елешница излиза от планината, навлиза в Софийската котловина и на 1 km югозападно от село Горни Богров се свързва с първокласен път I-6. В този си участък от него се отклоняват второкласните пътища II-16 (за София през Искърското дефиле) и II-17 (за автомагистрала „Хемус“, а при Ботевград се съединява с първокласен път I-3 идващ от Бяла. От Ботевград до София трасето на I-1 е близко до това на Автомагистрала „Хемус“ и между двата пътя има множество връзки. От Горни Богров до Драгичево трасето на I-1 съвпада с участъци от първокласни пътища I-6 и I-8 и второкласен път II-18. В този си участък Републикански път I-1 се свързва с Автомагистрала „Тракия“.
След това пътят преминава през Владайския проход, източната част на Пернишката котловина, пресича ниската планина Голобърдо, източната чадт на Радомирската котловина и навлиза в Дупнишката котловина като достига до град Дупница. При село Драгичево пътят е свързан с автомагистрала „Люлин“, като от там до ГКПП Кулата - Промахон Републикански път I-1 трябва да бъде заменен от строящата се Автомагистрала „Струма“, от която към ноември 2011 година е завършен участъкът Драгичево-Долна Диканя, а сега и до Дупница. При Дупница пътят се пресича с II-62 (Кюстендил-Самоков).
След Дупница пътят следи долината на река Джерман, а след това – долината на Струма до пътен възел „Ново Делчево“, където се продължава по автомагистрала „Струма“ до ГКПП Кулата - Промахон. Там се свързва с гръцката пътна мрежа (автомагистрала A25). В този си участък пътят преминава през Благоевград, Симитли, Кресна и Сандански. При град Симитли от него се отделя II-19 (за ГКПП Илинден - Ексохи).
общо в системата на Републикански път I-1 има 1+75 броя пътища от Републиканската пътна мрежа, от които: 9 броя пътища 2-ри клас; 25 броя пътища 3-ти клас с трицифрени номера и 40 броя пътища 3-ти клас с четирицифрени номера. Директно вляво и вдясно се отклоняват общо 26 броя пътища, от които 9 броя второкласни, 9 броя третокласни с трицифрени номера и 8 броя третокласни с четирицифрени номера:
Второкласни пътища:
- при 6,0 km, северозападно от град Видин – надясно Републикански път II-12 (27,4 km) до ГКПП Брегово и границата със Сърбия;
- при 8,3 km, в село Новоселци – надясно Републикански път II-14 (41,7 km) до ГКПП Връшка чука и границата със Сърбия;
- при 19,7 km – наляво Републикански път II-11 (216,9 km) до 40,9 km на Републикански път II-34;
- при 114,4 km, в село Крапчене – наляво Републикански път II-13 (105,3 km) до град Долни Дъбник;
- при 144,4 km, в град Враца – наляво Републикански път II-15 (78,2 km) до град Оряхово;
- при 163,0 km, в село Ребърково – надясно Републикански път II-16 (88,0 km) до град Нови Искър;
- при 188,7 km – наляво Републикански път II-17 (6,0 km) до 47 km на автомагистрала „Хемус“;
- при 273,7 km, в квартал „Княжево“ на София – надясно Републикански път II-18 (61,8 km) – Околовръстен път на София;
- при 379,2 km, в град Симитли – наляво Републикански път II-19 (109,7 km) до ГКПП Илинден - Ексохи и границата с Гърция;

Третокласни пътища с трицифрени номера
- при 44,2 km – надясно Републикански път III-102 (79,0 km) до град Монтана;
- при 143,2 km, в град Враца – наляво Републикански път III-101 (89,0 km) до село Гложене;
- при 158,8 km, в град Мездра – наляво Републикански път III-103 (59,4 km) до село Брестница;
- при 232,4 km, в село Елешница – наляво Републикански път III-105 (17,4 km) до село Нови хан;
- при 346,1 km – надясно Републикански път III-104 (28,1 km) до село Четирци;
- при 355,5 km – наляво Републикански път III-107 (38,0 km) до местността „Кирилова поляна“;
- при 363,2 km, в град Благоевград – надясно Републикански път III-106 (25,3 km) до ГКПП Логодаж и границата със Северна Македония;
- при 435,8 km – наляво Републикански път III-109 (12,5 km) до град Мелник;
- при 435,8 km – надясно Републикански път III-108 (12,7 km) до град Петрич;

Третокласни пътища с четирицифрени номера
- при 144,4 km, в град Враца – надясно Републикански път III-1002 (16,4 km) до пещерата „Леденика“;
- при 149,0 km – надясно Републикански път III-1004 (17,6 km) през селата Паволче и Челопек до връх Вола;
- при 213,4 km, на прохода Витиня – наляво Републикански път III-1001 (9,3 km) през село Горно Камарци до 165,5 km на Републикански път I-6;
- при 287,1 km, в село Драгичево – наляво Републикански път III-1003 (8,1 km) през селата Рударци и Кладница до хижа „Селимица“;
- при 346,1 km – наляво Републикански път III-1005 (10,8 km) през село Смочево до град Рила;
- при 364,7 km, в град Благоевград – надясно Републикански път III-1006 (25,1 km) през селата Покровник, Падеш и Габрово до границата със Северна Македония (от село Габрово до границата пътят не е изграден);
- при 383,3 km – наляво Републикански път III-1007 (6,2 km) през село Полето до село Брежани;
- при 417,1 km, в село Струмяни – надясно Републикански път III-1008 (35,9 km) през селата Микрево, Раздол и Клепало до ГКПП Струмяни (пункта не е изграден) и границата със Северна Македония;

## Подробно описание
| Пътища, отклоняващи се надясно (населено място, № на пътя, посока на пътя)                          | Км    | Пътища, отклоняващи се наляво (посока на пътя, № на пътя, населено място)         |
| --------------------------------------------------------------------------------------------------- | ----- | --------------------------------------------------------------------------------- |
| Община Видин, Област Видин, ГКПП Видин                                                              | 0     | ГКПП Видин, Област Видин, община Видин                                            |
| | 3     | → общински път, бул. „Панония“, гр. Видин                                         |
| | 3,7   | ← III-122, 37,9 km (от гр. Брегово)                                               |
| (до ГКПП Брегово) II-12, 0,0 km ←                                                                   | 6,0   | → общински път, ул. „Широка“, гр. Видин                                           |
| (за с. Рупци) общински път ←                                                                        | 7,6   | → общински път, ул. „Цар Иван Асен II“, гр. Видин                                 |
| (до ГКПП Връшка чука) II-14, 0,0 km, с. Новоселци ←                                                 | 8,3   | → с. Новоселци, общински път, ул. „Цар Иван Асен II“, гр. Видин                   |
| (от с. Коста Перчево) III-1411, 25,2 km →                                                           | 10,3  | → общински път (за гр. Видин)                                                     |
| | 12    | → общински път, бул. „Панония“, гр. Видин                                         |
| (от гр. Грамада) III-1413, гр. Дунавци 20,1 km →                                                    | 16,5  | гр. Дунавци                                                                       |
| (за гр. Дунавци) общински път ←                                                                     | 19,7  | → 0.0 II-11 (до гр. Никопол)                                                      |
| | 22,2  | → общински път (за с. Жеглица)                                                    |
| (за с. Ивановци) общински път ←                                                                     | 25,3  |                                                                                   |
| | 28,8  | → общински път (за с. Гайтанци)                                                   |
| (от гр. Кула) III-141, гара Срацимир, 27,1 km →                                                     | 30,0  | → гара Срацимир, общински път (за с. Въртоп)                                      |
| Община Димово, (за гара Макреш) общински път ←                                                      | 33,2  | Община Димово                                                                     |
| (от с. Подгоре) III-1403, 20,5 km →                                                                 | 37,5  |                                                                                   |
| гр. Димово                                                                                          | 40,2  | ← гр. Димово, 20,1 km, III-1102 (от с. Арчар)                                     |
| (до Белоградчишки проход) III-1102, 20,4 km, гр. Димово ←                                           | 40,5  | гр. Димово                                                                        |
| (до гр. Монтана) III-102, 0,0 km ←                                                                  | 44,2  |                                                                                   |
| с. Бела                                                                                             | 46    | с. Бела                                                                           |
| | 47,2  | → общински път (за с. Дълго поле)                                                 |
| с. Скомля                                                                                           | 51,4  | с. Скомля                                                                         |
| (за с. Гара Орешец) общински път, с. Медовница ←                                                    | 55,3  | → с. Медовница, общински път (за с. Карбинци)                                     |
| | 55,8  | → с. Медовница, общински път (за с. Карбинци)                                     |
| Община Ружинци                                                                                      | 58,7  | Община Ружинци                                                                    |
| (до Светиниколски проход) III-114, 42,7 km ←                                                        | 62,4  | ← 42,7 km, с. Ружинци III-114 (от гр. Лом)                                        |
| (за с. Плешивец) общински път ←                                                                     | 63,6  |                                                                                   |
| | 65,9  | → общински път (за с. Черно поле)                                                 |
| (за с. Плешивец) общински път ←                                                                     | 67,8  |                                                                                   |
| (за с. Гюргич) общински път ←                                                                       | 71,8  |                                                                                   |
| Община Монтана, Област Монтана                                                                      | 73    | Област Монтана, община Монтана                                                    |
| (за с. Белотинци) общински път ←                                                                    | 75,6  | → общински път (за с. Одоровци)                                                   |
| с. Смоляновци                                                                                       | 82,6  | с. Смоляновци                                                                     |
| (за с. Каменна Рикса) общински път ←                                                                | 86,4  |                                                                                   |
| | 89    | → общински път (за с. Клисурица)                                                  |
| с. Винище                                                                                           | 91    | с. Винище                                                                         |
| с. Горна Вереница                                                                                   | 96    | с. Горна Вереница                                                                 |
| с. Долна Вереница                                                                                   | 99,4  | с. Долна Вереница                                                                 |
| | 102,8 | → общински път (за 75,2 km на III-102)                                            |
| (от с. Бела) III-102, 79,0 km, гр. Монтана →                                                        | 107,3 | гр. Монтана                                                                       |
| (от София) II-81, 99,0 km, гр. Монтана →                                                            | 109,2 | → гр. Монтана, 99,0 km, II-81 (до Лом)                                            |
| (за с. Николово) общински път ←                                                                     | 109,8 |                                                                                   |
| с. Крапчене                                                                                         | 114,4 | → 0,0 km, с. Крапчене, II-13 (до гр. Долни Дъбник)                                |
| с. Трифоново                                                                                        | 115,9 | с. Трифоново                                                                      |
| (от 32,1 km на III-162) III-1621, 9,7 km →                                                          | 118,6 |                                                                                   |
| Община Криводол, Област Враца                                                                       | 121   | Област Враца, община Криводол                                                     |
| (до 36,5 km на III-162) III-1302, 11,9 km ←                                                         | 126,3 | ← 11,9 km, III-1302 (от гр. Криводол)                                             |
| Община Враца                                                                                        | 129,3 | Община Враца                                                                      |
| (от с. Лакатник) III-162, 37,1 km →                                                                 | 131,2 |                                                                                   |
| (за с. Бели извор) общински път ←                                                                   | 132,6 |                                                                                   |
| | 143,2 | → 0,0 km, гр. Враца, III-101 (до с. Гложене)                                      |
| (до пещерата „Леденика“) III-1002, гр. Враца, 0,0 km ←                                              | 144,4 | → 0,0 km, гр. Враца, II-15 (до гр. Оряхово)                                       |
| (за с. Върбешница) общински път ←                                                                   | 148,5 |                                                                                   |
| (до връх Околчица) III-1004, 0,0 km ←                                                               | 149,0 |                                                                                   |
| Община Мездра                                                                                       | 150,8 | Община Мездра                                                                     |
| (за с. Моравица) общински път ←                                                                     | 155,8 | → общински път (за с. Руска Бела)                                                 |
| гр. Мездра                                                                                          | 158,8 | → 0,0 km, гр. Мездра, III-103 (до с. Брестница)                                   |
| | 159,8 | → общински път (за с. Дърманци)                                                   |
| (до гр. Нови Искър) II-16, с. Ребърково, 0,0 km ←                                                   | 163,0 | с. Ребърково                                                                      |
| с. Лютидол                                                                                          | 169,8 | → с. Лютидол, общински път (за с. Типченица)                                      |
| Община Ботевград, Софийска област                                                                   | 173,6 | Софийска област, община Ботевград                                                 |
| (за 13,9 km на III-161) общински път ←                                                              | 175,1 |                                                                                   |
| (за с. Гурково) общински път, с. Новачене ←                                                         | 182,1 | → с. Новачене, общински път (за селата Липница и Боженица)                        |
| с. Скравена                                                                                         | 186,1 | с. Скравена                                                                       |
| | 188,7 | → 0,0 km, II-17 (до 47,0 km на автомагистрала „Хемус“)                            |
| гр. Ботевград                                                                                       | 190,2 | ← 203,0 km, гр. Ботевград, I-3 (от 59,0 km на I-5)                                |
| (от 1,2 km на II-16) III-161, 37,1 km, гр. Ботевград →                                              | 190,7 | гр. Ботевград                                                                     |
| с. Врачеш                                                                                           | 193,3 | с. Врачеш                                                                         |
| (за яз. „Бебреш“) общински път ←                                                                    | 201,8 | → общински път (за с. Горно Камарци през прохода Арабаконак)                      |
| проход Витиня                                                                                       | 213,4 | → 0,0 km, проход Витиня, III-1001 (до 165,5 km на I-6)                            |
| Община Горна Малина                                                                                 | 211,6 | Община Горна Малина                                                               |
| Община Елин Пелин                                                                                   | 214,5 | → 32,4 km на автомагистрала „Хемус“, община Елин Пелин                            |
| с. Чурек                                                                                            | 220,5 | с. Чурек                                                                          |
| | 224,9 | → 21,3 km на автомагистрала „Хемус“                                               |
| с. Потоп                                                                                            | 227,6 | с. Потоп                                                                          |
| с. Елешница                                                                                         | 232,4 | → 0,0 km, с. Елешница, III-105 (до с. Нови хан)                                   |
| Област София (за с. Желява) общински път ←                                                          | 233,3 | → 10,5 km на автомагистрала „Хемус“, Област София                                 |
| с. Яна                                                                                              | 238,0 | → с. Яна, 8,5 km на автомагистрала „Хемус“                                        |
| (за кв. „Ботунец“) общински път ←                                                                   | 239,8 |                                                                                   |
| с. Горни Богров                                                                                     | 240,7 | с. Горни Богров                                                                   |
| | 241,7 | → 135,6 km, I-6 (до гр. Бургас)                                                   |
| с. Долни Богров                                                                                     | 243,1 | → с. Долни Богров, общински път (за с. Равно поле)                                |
| (от ГКПП Калотина) I-8, 75,8 km → (от кв. Княжево) II-18, 35,8 km →                                 | 245,4 |                                                                                   |
| | 248,2 | → общински път (за с. Кривина)                                                    |
| (за с. Бусманци) общински път ←                                                                     | 250,7 | → общински път (за с. Казичене)                                                   |
| бул. „Цариградско шосе“                                                                             | 254,1 | → 0,0 km на автомагистрала „Тракия“                                               |
| ул. „Стар Лозенски път“                                                                             | 254,9 | → общински път (за с. Лозен)                                                      |
| ул. „Патриарх Герман“                                                                               | 257,3 | → ул. „Патриарх Герман“ (за с. Герман)                                            |
| ул. „Самоковско шосе“                                                                               | 258,6 | ← ул. „Самоковско шосе“, 88,7 km, II-82 (от гр. Костенец)                         |
| бул. „Св. Климент Охридски“                                                                         | 262.5 | → 0,0 km, III-181 (до с. Алино)                                                   |
| бул. „Симеоновско шосе“                                                                             | 266,4 | → бул. „Симеоновско шосе“ (за кв. Симеоново)                                      |
| бул. „Черни връх“                                                                                   | 268,7 | → бул. „Черни връх“ (за кв. Драгалевци)                                           |
| бул. „България“                                                                                     | 268,7 | → бул. „България“ (за кв. Бояна)                                                  |
| гр. София, (Околовръстен път на София) II-18, 0,0 km ←                                              | 273,7 | гр. София                                                                         |
| с. Владая                                                                                           | 280,3 | с. Владая                                                                         |
| | 281,5 | → общински път (за с. Мърчаево)                                                   |
| Община Перник, Област Перник .                                                                      | 287,1 | Област Перник, община Перник → с. Драгичево 0,0 km, III-1003 (до хижа „Селимица“) |
| (от София) автомагистрала „Люлин“, 19,1 km → (от ГКПП Гюешево) I-6, 88,6 km →                       | 288,7 |                                                                                   |
| (за с. Студена) общински път ←                                                                      | 296,5 |                                                                                   |
| | 299,9 | → общински път (за с. Боснек)                                                     |
| Община Радомир                                                                                      | 302,7 | Община Радомир                                                                    |
| (за с. Старо село) общински път ←                                                                   | 303,5 |                                                                                   |
| (до гр. Радомир) III-627, 41,3 km ←                                                                 | 306,4 |                                                                                   |
| с. Долна Диканя                                                                                     | 307,2 | ← 40,5 km, с. Долна Диканя, III-627 (от 75,2 km на II-62)                         |
| (от с. Жедна) III-6041, 16,4 km, с. Долна Диканя → (за с. Владимир) общински път, с. Долна Диканя ← | 308,8 | с. Долна Диканя                                                                   |
| | 310,2 | → общински път (за с. Дрен)                                                       |
| Община Дупница, Област Кюстендил                                                                    | 314,5 | → общински път (за с. Дрен), Област Кюстендил, община Дупница                     |
| (за с. Делян) общински път ←                                                                        | 316,1 |                                                                                   |
| | 318,4 | → общински път (за с. Тополница)                                                  |
| (от с. Мламолово) III-6232, 7,8 km →                                                                | 325,6 |                                                                                   |
| (за с. Блатино) общински път ←                                                                      | 327,5 |                                                                                   |
| (за с. Пиперево) общински път ←                                                                     | 330,6 |                                                                                   |
| гр. Дупница                                                                                         | 331,4 | → 43,7 km, гр. Дупница, II-62 (до гр. Самоков)                                    |
| (от гр. Кюстендил) II-62, 39,3 km, гр. Дупница →                                                    | 335,7 | гр. Дупница                                                                       |
| с. Джерман                                                                                          | 338,6 | с. Джерман                                                                        |
| | 340,2 | → общински път (за с. Крайни дол)                                                 |
| Община Бобошево                                                                                     | 341,4 | Община Бобошево                                                                   |
| (за с. Блажиево) общински път, с. Усойка ←                                                          | 342,2 | → с. Усойка, общински път (за с. Бадино)                                          |
| | 345,4 | → общински път (за с. Слатино)                                                    |
| (до с. Четирци) III-104, 0,0 km ←                                                                   | 346,1 | → 0,0 km, III-1005 (до гр. Рила)                                                  |
| Община Кочериново                                                                                   | 347,1 | Община Кочериново                                                                 |
| с. Мурсалево                                                                                        | 350,4 | с. Мурсалево                                                                      |
| (за с. Драгодан) общински път ←                                                                     | 351,5 |                                                                                   |
| | 355,5 | → 0,0 km, III-107 (до местността Кирилова поляна)                                 |
| | 357,8 | → общински път (за с. Бараково)                                                   |
| Община Благоевград, Област Благоевград                                                              | 359,2 | Област Благоевград, община Благоевград                                            |
| с. Бело поле                                                                                        | 360,6 | → с. Бело поле, общински път (за с. Рилци)                                        |
| (до ГКПП Логодаж) III-106, 0,0 km, гр. Благоевград ←                                                | 363,2 | гр. Благоевград                                                                   |
| (до границата със Северна Македония) III-1006, 0,0 km, гр. Благоевград ←                            | 364,7 | гр. Благоевград                                                                   |
| Община Симитли                                                                                      | 371,5 | Община Симитли                                                                    |
| гр. Симитли                                                                                         | 379,2 | → 0,0 km, гр. Симитли, II-19 (до ГКПП Илинден - Ексохи)                           |
| (за с. Черниче) общински път ←                                                                      | 383,3 | → 0,0 km, III-1007 (до с. Брежани)                                                |
| Община Кресна                                                                                       | 393   | Община Кресна                                                                     |
| | 394,5 | → общински път (за с. Стара Кресна)                                               |
| (за с. Горна Брезница) общински път, гр. Кресна ←                                                   | 401   | гр. Кресна                                                                        |
| (от с. Рибник) III-1082, гр. Кресна, 30,5 km →                                                      | 406,4 | гр. Кресна                                                                        |
| гр. Кресна                                                                                          | 407,7 | → гр. Кресна, общински път (за с. Влахи)                                          |
| с. Долна Градешница                                                                                 | 411,2 | с. Долна Градешница                                                               |
| Община Струмяни                                                                                     | 412,5 | Община Струмяни                                                                   |
| (до ГКПП Струмяни, в проект) III-1008, с. Струмяни, 0,0 km ←                                        | 417,1 | → с. Струмяни, общински път (за с. Илинденци)                                     |
| Община Сандански                                                                                    | 419,2 | Община Сандански                                                                  |
| | 421,1 | → общински път (за с. Плоски)                                                     |
| (за 10,0 km на III-1082) общински път ←                                                             | 426,2 |                                                                                   |
| гр. Сандански                                                                                       | 428,8 | гр. Сандански                                                                     |
| | 430,4 | → общински път (за с. Лешница)                                                    |
| (за с. Дамяница) общински път ←                                                                     | 432,7 | → общински път (за с. Ново Делчево)                                               |
| (до гр. Петрич) III-108, 0,0 km ←                                                                   | 435,8 | → 0,0 km, III-109 (до гр. Мелник)                                                 |
| | 438,9 | → общински път (за с. Левуново)                                                   |
| Община Петрич                                                                                       | 440,6 | Община Петрич                                                                     |
| (за с. Генерал Тодоров) общински път ←                                                              | 442,1 | → общински път (за с. Ново Кономлади)                                             |
| с. Марикостиново                                                                                    | 445,6 | с. Марикостиново                                                                  |
| (до ГКПП Златарево) III-198, 62,8 km ←                                                              | 446.9 | ← 62,8 km, III-198 (от гр. Гоце Делчев)                                           |
| с. Чучулигово                                                                                       | 451   | с. Чучулигово                                                                     |
| граница с Гърция, ГКПП Кулата - Промахон                                                            | 453,8 | ГКПП Кулата - Промахон, граница с Гърция                                          |

Забележки
1. ↑  Обходният път на Враца вече е готов //   дневник.бг, 6 юли 2014 г.
2. ↑  На протежение от 47 km, от км 241,7 до км 288,7 път I-1 се дублира с път I-6 от км 88,6 до км 135,6
3. ↑  На протежение от 8,7 km, от км 245,4 до км 254,1 път I-1 се дублира с път I-8 от км 75,8 до км 84,5
4. ↑  На протежение от 28,3 km, от км 245,4 до км 273,7 път I-1 се дублира с път II-18 от км 35,8 до км 64,1
5. ↑  От км 288,7 до км 323,2 път I-1 в много участъци се дублира с автомагистрала „Струма“
6. ↑  На протежение от 4,3 km, от км 331,4 до км 335,7 път I-1 се дублира с път II-62 от км 43,7 до км 39,3

## Селища
| Област Видин                                               | Видин-Новоселци-Търняне-Дунавци-Димово-Бела-Скомля-Медовница-Ружинци                                                        |
| Област Монтана                                             | Белотинци-Смоляновци-Винище-Горна Вереница-Долна Вереница-Монтана-Крапчене-Трифоново-Сумер                                  |
| Област Враца                                               | Краводер-Враца-Моравица-Мездра-Ребърково-Лютидол                                                                            |
| Софийска област                                            | Новачене-Скравена-Ботевград-Врачеш-Чурек-Потоп-Елешница                                                                     |
| Област София                                               | Яна-Горни Богров-Долни Богров-Казичене-Герман-София'-Владая-Мърчаево                                                        |
| Област Перник                                              | Перник-Студена-Старо село-Долна Диканя                                                                                      |
| Област Кюстендил                                           | Пиперево-Дупница-Джерман-Усойка-Мурсалево-Кочериново                                                                        |
| Област Благоевград                                         | Бело поле-Благоевград-Железница-Симитли-Кресна-Долна Градешница-Струмяни-Сандански-Левуново-Марикостиново-Чучулигово-Кулата |
| Градовете по трасето на пътя са показани с удебелен шрифт. | |